# NGC 2853
NGC 2853 é uma galáxia espiral barrada (SB0-a) localizada na direcção da constelação de Lynx. Possui uma declinação de +40° 12' 01" e uma ascensão recta de 9 horas, 23 minutos e 17,4 segundos.
A galáxia NGC 2853 foi descoberta em 18 de Março de 1787 por William Herschel.